# Paragyrodon
Paragyrodon är ett släkte av svampar. Paragyrodon ingår i familjen Paxillaceae, ordningen Boletales, klassen Agaricomycetes, divisionen basidiesvampar och riket svampar.
|             | Paxillus                                    |
|             |                                             |
|             | Gyrodon                                     |
|             |                                             |
|             | Melanogaster                                |
|             |                                             |
|             | Austrogaster                                |
|             |                                             |
|             | Alpova                                      |
|             |                                             |
|             | Hydnomerulius                               |
|             |                                             |
|             | Meiorganum                                  |
|             |                                             |
| Paragyrodon | \| \| Paragyrodon sphaerosporus \| \| \| \| |
|             | \| \| Paragyrodon sphaerosporus \| \| \| \| |
|             | Paragyrodon sphaerosporus                   |
|             |                                             |

|  | Paragyrodon sphaerosporus |
|  |                           |